# Miho Nakayama
Pour les articles homonymes, voir Nakayama (homonymie).
Miho Nakayama (en japonais : 中山 美穂, Nakayama Miho), née le 1er mars 1970 à Saku (préfecture de Nagano) et morte le 6 décembre 2024 dans le quartier d'Ebisu (Shibuya, Tokyo), est une actrice, ex-chanteuse de J-pop et idole japonaise populaire des années 1980.

## Biographie
Miho Nakayama débute en 1985 au cinéma dans Be-bop High School adapté du manga du même nom, et sort son premier album. Elle enchaîne les tournages de drama, de publicités, et les disques. En 1986, elle apparaît dans la série télévisée d'action Sailor Fuku Hangyakudome (ja) inspirée de Sukeban Deka. En 1987, elle est même l'héroïne d'un jeu vidéo sur Famicom: Nakayama Miho no Tokimeki High School. En 1989, sa sœur Shinobu Nakayama débute en tant qu'idole dans ses traces, mais sans connaître le même succès. En 1995, Miho Nakayama est l'héroïne du film Love Letter de Shunji Iwai, gros succès public qui lui rapporte plusieurs récompenses, puis de Tokyo Biyori de Naoto Takenaka en 1997. Elle arrête sa carrière de chanteuse en 2000 pour se consacrer à la comédie. Elle se marie en 2002 avec le musicien et romancier Hitonari Tsuji, et s'installe avec lui à Paris.

## Discographie

### Albums
- 1985.08.21 :  C
- 1985.12.18 :  AFTER SCHOOL
- 1986.07.01 :  SUMMER BREEZE
- 1986.12.18 :  EXOTIQUE
- 1987.07.15 :  ONE AND ONLY
- 1988.02.10 :  CATCH THE NITE
- 1988.07.11 :  Mind Game
- 1988.12.05 :  angel hearts
- 1989.09.05 :  Hide'n' Seek
- 1989.12.05 :  Merry Merry
- 1990.03.16 :  All For You
- 1990.07.18 :  Jeweluna
- 1991.03.15 :  Dé eaya
- 1992.06.10 :  Mellow
- 1993.06.23 :  わがままな あくとれす
- 1994.06.08 :  Pure White
- 1995.09.30 :  Mid Blue
- 1996.06.01 :  Deep Lip French
- 1997.06.21 :  Groovin' Blue
- 1998.06.10 :  OLIVE
- 1999.09.16 :  manifesto

Compilations
- 1987.11.15 :  COLLECTION
- 1989.11.20 :  Ballads
- 1990.11.21 :  COLLECTION II
- 1991.12.14 :  Miho's Select
- 1993.01.20 :  Dramatic Songs
- 1993.11.26 :  Blanket Privacy
- 1995.03.01 :  COLLECTION III
- 1996.12.18 :  Ballads II
- 1997.04.07 :  TREASURY
- 2001.03.07 :  YOUR SELECTION 1
- 2001.03.07 :  YOUR SELECTION 2
- 2001.03.07 :  YOUR SELECTION 3
- 2001.03.07 :  YOUR SELECTION 4
- 2006.02.01 :  COLLECTION IV
- 2006.03.01 :  Complete SINGLES BOX

Albums live
- 1986.08.01 : VIRGIN FLIGHT '86
- 1994.11.23 : Pure White Live '94
- 1995.03.01 : Pure White Live '94  (2nde édition)

Albums de remix
- 1988.10.21 : Makin' Dancin'
- 1991.07.25 : DANCE BOX
- 1997.12.03 : The Remixes - New York Groove
- 1998.01.09 : The Remixes - Los Angeles Groove

### Singles
- 1985.06.21 :  C
- 1985.09.21 :  生意気
- 1985.12.18 :  BE-BOP-HIGHSCHOOL
- 1986.02.05 :  色・ホワイトブレンド
- 1986.05.16 :  クローズ・アップ
- 1986.07.15 :  JINGI・愛してもらいます
- 1986.08.21 :  ツイてるねノッてるね
- 1986.11.21 :  WAKU WAKUさせて
- 1987.03.18 :  派手!!!
- 1987.07.07 :  50.50
- 1987.10.07 :  CATCH ME
- 1988.02.17 :  You're My Only Shinin' Star
- 1988.07.11 :  人魚姫
- 1988.11.14 :  Witches
- 1989.02.21 :  ROSÉCOLOR
- 1989.07.21 :  Virgin Eyes
- 1990.01.15 :  Midnight Taxi
- 1990.03.21 :  セミスウィートの魔法
- 1990.07.11 :  女神たちの冒険
- 1990.10.17 :  愛してるっていわない!
- 1991.02.12 :  これからのI Love You
- 1991.07.16 :  Rosa
- 1991.11.01 :  遠い街のどこかで…
- 1992.04.01 :  Mellow
- 1992.10.28 :  世界中の誰よりきっと
- 1993.04.21 :  幸せになるために
- 1993.07.07 :  あなたになら…
- 1994.02.09 :  ただ泣きたくなるの
- 1994.06.08 :  Sea Paradise -OLの反乱-
- 1994.12.14 :  HERO
- 1995.05.17 :  CHEERS FOR YOU
- 1995.07.21 :  Hurt to Heart〜痛みの行方〜
- 1996.02.16 :  Thinking about you〜あなたの夜を包みたい〜
- 1996.06.07 :  True Romance
- 1996.11.01 :  未来へのプレゼント
- 1997.06.04 :  マーチカラー
- 1998.04.08 :  LOVE CLOVER
- 1999.05.19 :  A Place Under the Sun
- 1999.09.16 :  Adore

## Filmographie

### Films
- 1985 : Be-bop High School
- 1986 : Be-bop High School II : Koko yotaro elegy
- 1989 : Docchi ni suru no (どっちにするの。)
- 1991 : Nami no kazu dake dakishimete (波の数だけ抱きしめて)
- 1995 : Love Letter (alias Letters of Love - USA)
- 1997 : Tokyo biyori (東京日和)

### Dramas
- Home & Away (Fuji TV, 2002)
- Love Story (TBS, 2001)
- Nisennen no Koi (Fuji TV, 2000)
- Nemureru Mori (Fuji TV, 1998)
- Oishii Kankei (Fuji TV, 1996)
- For You (Fuji TV, 1995)
- Aitai Toki ni Anata wa Inai (Fuji TV, 1991)
- Dareka ga Kanojo wo Aishiteiru (Fuji TV, 1992)
- Suteki na Kataomoi (Fuji TV, 1990)
- Kimi no Hitomi ni Koishiteru (Fuji TV, 1989)
- Mama wa Idol (TBS, 1987)
- Sailor Fuku Hangyakudome (1986)